# Anisostachya
Anisostachya is een geslacht uit de acanthusfamilie (Acanthaceae). De soorten uit het geslacht komen voor in tropisch Afrika, op het eiland Madagaskar en op de Comoren.

## Soorten
- Anisostachya aequiloba Benoist
- Anisostachya ambositrensis Benoist
- Anisostachya amoena Benoist
- Anisostachya andringitrensis Benoist
- Anisostachya apikyensis Benoist
- Anisostachya arida (Scott Elliot) Benoist
- Anisostachya armandii Benoist
- Anisostachya atrorubra Benoist
- Anisostachya australis Benoist
- Anisostachya betsiliensis Benoist
- Anisostachya betsimisaraka Benoist
- Anisostachya bivalvis Benoist
- Anisostachya bojeri Nees
- Anisostachya bosseri Benoist
- Anisostachya brevibracteata Benoist
- Anisostachya breviloba Benoist
- Anisostachya capuronii Benoist
- Anisostachya castellana Benoist
- Anisostachya coccinea Benoist
- Anisostachya cognata Benoist
- Anisostachya colorata Benoist
- Anisostachya debilis Benoist
- Anisostachya delphinensis Benoist
- Anisostachya denticulata Benoist
- Anisostachya dispersa Benoist
- Anisostachya elata Benoist
- Anisostachya elliptica Benoist
- Anisostachya elytraria (Lindau) Benoist
- Anisostachya eromoensis Benoist
- Anisostachya haplostachya (Nees) Lindau
- Anisostachya humbertii Benoist
- Anisostachya humblotii Benoist
- Anisostachya incisa Benoist
- Anisostachya induta Benoist
- Anisostachya latebracteata Benoist
- Anisostachya littoralis Benoist
- Anisostachya maculata Benoist
- Anisostachya modica Benoist
- Anisostachya oblonga Benoist
- Anisostachya parvifolia Benoist
- Anisostachya paucinervis Benoist
- Anisostachya perrieri Benoist
- Anisostachya puberula Benoist
- Anisostachya pubescens Benoist
- Anisostachya purpurea Benoist
- Anisostachya ramosa Benoist
- Anisostachya reptans (Nees) Lindau
- Anisostachya ripicola Benoist
- Anisostachya rivalis Benoist
- Anisostachya rosea Benoist
- Anisostachya sambiranensis Benoist
- Anisostachya seyrigii Benoist
- Anisostachya spatulata Benoist
- Anisostachya straminea Benoist
- Anisostachya taviala Benoist
- Anisostachya tenella (Nees) Lindau
- Anisostachya triticea (Baker) Benoist
- Anisostachya ungemachii Benoist
- Anisostachya velutina Nees
- Anisostachya vestita Benoist
- Anisostachya vohemarensis Benoist

... · 
Acanthopsis · 
Acanthus · 
Achyrocalyx · 
Afrofittonia · 
Ambongia · 
Ancistranthus · 
Andrographis · 
Angkalanthus · 
Anisacanthus · 
Anisosepalum · 
Anisotes · 
Anomacanthus · 
Aphanosperma · 
Aphelandra · 
Ascotheca · 
Asystasia · 
Avicennia · 
Ballochia · 
Barleria · 
Barleriola · 
Blepharis · 
Borneacanthus · 
Boutonia · 
Brachystephanus · 
Bravaisia · 
Brillantaisia · 
Brunoniella · 
Calacanthus · 
Calycacanthus · 
Camarotea · 
Carlowrightia · 
Celerina · 
Cephalacanthus · 
Chalarothyrsus · 
Chamaeranthemum · 
Chileranthemum · 
Chlamydacanthus · 
Chlamydocardia · 
Chorisochora · 
Chroesthes · 
Clinacanthus · 
Clistax · 
Codonacanthus · 
Conocalyx · 
Cosmianthemum · 
Crabbea · 
Crossandra · 
Crossandrella · 
Cyclacanthus · 
Cynarospermum · 
Cyphacanthus · 
Danguya · 
Dasytropis · 
Dichazothece · 
Dicladanthera · 
Dicliptera · 
Dischistocalyx · 
Duosperma · 
Dyschoriste · 
Ecbolium · 
Echinacanthus · 
Elytraria · 
Encephalosphaera · 
Eranthemum · 
Eremomastax · 
Filetia · 
Fittonia · 
Forcipella · 
Glossochilus · 
Graphandra · 
Graptophyllum · 
Gymnostachyum · 
Gypsacanthus · 
Hansteinia · 
Haplanthodes · 
Harpochilus · 
Hemigraphis · 
Henrya · 
Herpetacanthus · 
Heteradelphia · 
Holographis · 
Hoverdenia · 
Hulemacanthus · 
Hygrophila · 
Hypoestes · 
Ichthyostoma · 
Isoglossa · 
Isotheca · 
Jadunia · 
Justicia · 
Kalbreyeriella · 
Kosmosiphon · 
Kudoacanthus · 
Lankesteria · 
Leandriella · 
Lepidagathis · 
Megalochlamys ·
Ruellia · 
Strobilanthes · 
Thunbergia · 
...